# Naja katiensis
Naja katiensis este o specie de șerpi din genul Naja, familia Elapidae, descrisă de Angel în anul 1922. Conform Catalogue of Life specia Naja katiensis nu are subspecii cunoscute.